# Jiffy (tijd)
Jiffy is een informele term voor een ongedefinieerde, korte tijdsperiode en is ontstaan uit de Engelse uitdrukking jiffy (spreektaal), bijvoorbeeld in: "I'll be back in a jiffy".
De uitdrukking is overgenomen door computertechnici om een heel korte tijd aan te geven, meestal de tijdsduur van een kloktikinterrupt van de klok waarmee de computer wordt bestuurd. 
Vroege computersystemen zoals de Commodore 64 en veel gameconsoles die een televisie als beeldscherm gebruiken, synchroniseren hun tijdsinterrupt met de verticale frequentie van de televisiestandaard. 59,94 Hz voor NTSC-systemen en 50,0 Hz voor PAL-systemen.
In Linux-systemen op het i386 platform is sinds versie 2.6.13, een jiffy 4 milliseconden ofwel 1/250 van een seconde. Een jiffy op andere Linux versies of op andere hardware kan anders zijn, gewoonlijk ligt ze tussen de 1 ms en 10 ms. 